# ウラジーミル・カイシェフ
ウラジーミル・グリゴリエヴィチ・カイシェフ（ロシア語: Владимир Григорьевич Кайшев、Vladimir Grigorievich Kaishev、1954年3月18日 - ）は、ロシアの政治家。2008年9月からカラチャイ・チェルケス共和国首相を勤めている。スタヴロポリ地方出身のギリシャ人（ポントス人）。
1976年クラスノダール理工大学を卒業する。 クラスノダール理工大学電気産業企業研究科を修了し、経済学博士号を取得している。
国家農業コンプレックスの副支配人、総支配人代行、総支配人などを経て、2000年ロシア農業省部長。2004年ロシア連邦農業庁副長官。2005年農業省次官などを歴任した後、2008年9月から現職。